# Pilar Aymerich Puig
Pilar Aymerich Puig (Barcelona, 1943) es una fotógrafa española. Sus reportajes fotográficos documentaron el cambio social, cultural y político que se dieron en el tardofranquismo y los primeros años de democracia en España. En 2021 recibió el Premio Nacional de Fotografía.

## Trayectoria
Estudió en la escuela de arte dramático Adrià Gual en Barcelona y después en Londres, donde se introdujo en el campo de la fotografía, ampliando después sus conocimientos técnicos en los estudios Raphael de París, especializándose más tarde en la fotografía de reportaje y de retrato.
Comenzó su carrera de fotógrafa profesional en 1968 en Barcelona colaborando con la agencia CIS en una época en que aún existía censura, su trabajo gráfico ha ido apareciendo a lo largo de los años en diversas publicaciones periódicas como Triunfo, Destino, Cambio 16, El País, Fotogramas, Qué Leer.
Otro aspecto a destacar es su colaboración en varios libros entre los que se incluyen varios dedicados a importantes mujeres catalanas como Montserrat Roig, Federica Montseny, Mercè Rodoreda, Caterina Albert o Maria Aurèlia Capmany y que han supuesto diversas exposiciones dedicadas a ellas. 
Desde 1974 ha colaborado en medios audiovisuales como TVE participando en diversos programas. También ha realizado una labor pedagógica enseñando fotografía a los jóvenes y en el Instituto de estudios fotográficos de Cataluña.
A finales del año 2004, realizó una exposición destacada en el Museo de Historia de Cataluña titulada Memoria de un tiempo, 1975-1979 sobre la transición española en Cataluña.Veinte años después, el Centro de Arte Tecla Sala de L’Hospitalet de Llobregat realiza la primera retrospectiva de Pilar Aymerich, Memoria vivida. Comisariada por Neus Miró, la exposición muestra la evolución de los trabajos de la fotógrafa desde sus inicios a finales de los años sesenta hasta 2007.

## Premios y reconocimientos
Ocupa diversos cargos en el colegio de periodistas y en otros órganos del periodismo gráfico. Galardonada con el Premio Nacional de Fotografía en 2021, ha recibido otros reconocimientos como la Cruz de Sant Jordi en 2005 y en 2017 la Medalla Amical de Ravensbrück Internacional, en reconocimiento a sus reportajes fotográficos sobre los supervivientes en los campos de concentración nazis y en especial sobre las mujeres.